# Joseph M. Grieco
Joseph M. Grieco (* 23. April 1953) ist ein US-amerikanischer Politikwissenschaftler, der als Professor an der Duke University lehrt. Er zählt zu den Vertretern des Neorealismus in den Internationalen Beziehungen und
unter ihnen zu den Verfechtern des „defensiven Neorealismus“. Diese argumentieren im Gegensatz zu den „offensiven Neorealisten“ (wie etwa John J. Mearsheimer), dass es Staaten nicht ausschließlich um die Verbesserung ihrer relativen Machtposition gegenüber anderen Staaten gehe und betonen, dass Staaten sich trotz mancher Schwierigkeit durchaus sicher fühlen können und dadurch kaum Anreiz haben, ihre Position im internationalen System zu verbessern.
Grieco machte seinen Bachelor-Abschluss 1975 an der American University und wurde 1982 an der Cornell University zum Ph.D. promoviert. Seither wirkt er an der Duke University, bis 1989 als Assistant Professor, dann als Associate Professor und seit 1993 als Full Professor. Zudem war er Gastprofessor an der Katholische Universität vom Heiligen Herzen in Mailand und der Universität Bologna.

## Schriften (Auswahl)
- mit G. John Ikenberry und Michael Mastanduno: Introduction to international relations. Enduring questions and contemporary perspectives. Palgrave Macmillan Education, New York 2015, ISBN 978-1-137-39880-2.
- mit G. John Ikenberry: State power and world markets. The international political economy. W.W. Norton & Co., New York 2003, ISBN 0-393-97419-7.
- Cooperation among nations. Europe, America, and non-tariff barriers to trade. Cornell University Press, Ithaca 1990, ISBN 0-8014-9699-3.
- Between dependency and autonomy. India's experience with the international computer industry. University of California Press, Berkeley 1984, ISBN 0-520-04819-9.